# Hoplia cincticollis
Hoplia cincticollis är en skalbaggsart som beskrevs av Franz Faldermann 1833. Hoplia cincticollis ingår i släktet Hoplia och familjen Melolonthidae. Inga underarter finns listade i Catalogue of Life.